# 送行拍子木

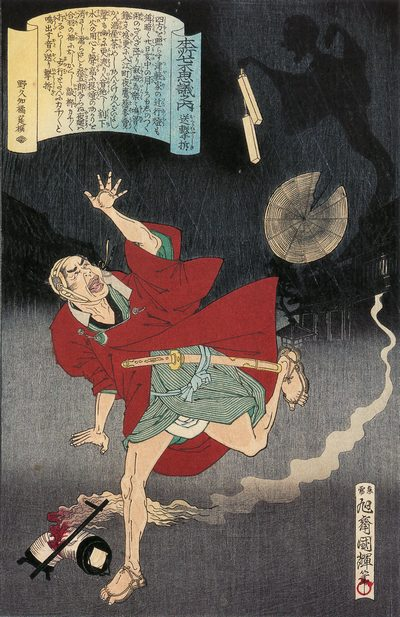
『本所七不思議之內送撃柝』（送行拍子木） 三代目歌川國輝・畫

送行拍子木（送り拍子木，おくりひょうしぎ）是以本所（東京都墨田區）為舞台的怪談本所七大不可思議之一。
本所割下水附近，夜裡巡夜之人擊打拍子木並吆嚯「小心火燭」，停下來後卻聽到拍子木的聲音不斷重複盤旋，如同有人在身後共同巡夜，轉過頭去卻發現身後空無一人。 有人認為實際上是由於晚上拍子木的聲音在狹窄的小巷中產生的回音。 也有人認為是雨夜，雨點打擊在拍子木上產生的聲音。 
送行拍子木被認為是和同為本所七大不可思議的「送行提燈」相似的妖怪。

## 腳註
1. 1 2 3 4  岡崎柾男. . 下町タイムス社. 1983: 31–32 頁. ISBN 978-4-7874 -9015-5.
2. 1 2 3  墨田區區長室編. . 史跡あちこち 改訂第3 版. 墨田區區長室. 1982: 6頁.